# Margarita y el lobo
Margarita y el lobo és un migmetratge de ficció de 45 minuts de durada dirigit per Cecilia Bartolomé a començaments de 1969 en 35 mm i en blanc i negre. Va ser la pràctica final de carrera amb la qual aquesta cineasta alacantina es va graduar en Direcció a l'Escola Oficial de Cinematografia de Madrid (EOC). És una adaptació de la novel·la Les stances à Sophie de l'escriptora feminista francesa Christiane Rochefort. El film construeix, sense seguir un ordre cronològic, una vigorosa crítica contra la submissió de la dona en l'Espanya tardofranquista. Durant les fases de preproducció, producció i exhibició es va haver d'enfrontar a infinitat de dificultats fins al punt de patir la censura i el segrest de la cinta per part de les autoritats acadèmiques. La cineasta passaria aleshores a ocupar un lloc a les llistes negres del Ministeri de Cultura espanyol durant un llarg temps.

## Argument
Margarita i Lorenzo del Valle assisteixen a la resolució d'un jurat eclesiàstic que, considerant que “el vincle del matrimoni és sagrat i que no pot trencar-se”, dictamina la separació física i de béns entre tots dos cònjuges. A partir d'aquest plantejament, el film alterna passat i present (la nova vida de Margarida a partir de la separació). Retrocedirà en el temps per mostrar com va conèixer a Lorenzo, el dia de les núpcies, l'amistat entre Margarita i Natalia (esposa d'un amic d'ell) i la progressiva degradació del matrimoni a mesura que l'espòs vol restringir l'autonomia de Margarita i adaptar-la a certes convencions sexistes i burgeses. En paral·lel, la protagonista coneixerà a un altre home, Andrés, pel qual se sentirà atreta intel·lectualment, però que també tractarà de minvar la seva llibertat. Al capdavall, la pel·lícula narra el procés de presa de consciència d'aquesta dona, el seu apoderament enfront dels homes que tracten de sotmetre-la tot dialogant amb les reivindicacions del moviment feminista que començava a cobrar força a l'Espanya de l'època, documentat gràcies a les imatges d'arxiu que la cinta va integrant.

## Estructura i forma
La fórmula narrativa de Margarita y el lobo s'allunya radicalment de les convencions clàssiques, qüestionant-les, i opta per una estructura fragmentària, dividida en cinc parts, i per un muntatge no lineal compost per materials de diversa procedència i naturalesa que van entremesclant-se amb la trama principal. A més de les seqüències que ens retrotrauen en el temps i les que pertanyen al present, Cecilia Bartolomé intercala diversos números musicals que, des de la ironia, reincideixen sobre qüestions clau del film. La mateixa realitzadora s'ha referit a la pel·lícula com una “comèdia musical” i posa en pràctica el que la protagonista exposa en un moment concret: “La de cançons que podrien compondre's recorrent a motius populars, explicant les coses que ocorren!”. Margarita y el lobo també ha estat definida com una “tragicomèdia musical feminista”. En aquest sentit, Eva Parrondo Coppel considera que "al cinema de Cecilia Bartolomé trobem una reflexió feminista (reflexió personal-política) sobre la llibertat. Margarita y el lobo y Vámonos, Bárbara -la seva segona pel·lícula- s'ocupen de la llibertat personal-política dels seus protagonistes i ho fan a partir d'una separació pel que fa a l'Altra sexe". D'altra banda, el migmetratge convoca diferents materials d'arxiu (alguns procedents del NO-DO) per il·lustrar certs passatges, també amb un to mordaç. Aquests contribueixen, de pas, a la contextualització històrica i social de l'Espanya de finals dels anys seixanta. El film també recorre a tècniques de muntatge expressives com la congelació de plans, repeticions, sobreimpressions, jump cuts i a un ús també emfàtic del so i de certs moviments de càmera. Darío Sánchez González destaca en una interessant aproximació que "el seu propòsit és informar, educar i rememorar, tret que caracteritza a tot el cinema de Cecilia Bartolomé: el seu didactisme, per cert, s'allunya del dels contes de nens, en els quals l'ordre original de les coses es restaura després de la inquietud. Caputxeta aprèn dels seus eror, assenyala els llops en el mapa, es corregeix, s'(in)forma i camina, sempre sobre terrenys movedissos, sempre alerta i sempre preveient possibles escomeses del llop (...)".

## Rodatge
La realització de Margarita y el lobo es va efectuar en dues etapes diferenciades: en primera instància es van filmar els números musicals (cantats en playback) i, en segon lloc, es van rodar les seqüències restants al llarg de deu sessions de set hores cadascuna durant els dos primers mesos de 1969 en el plató de l'EOC. El rodatge de la que seria la pràctica de final de carrera de Cecilia Bartolomé va començar amb tres anys de retard a causa d'una sèrie de problemes burocràtics durant el canvi d'ubicació de la seu d'aquesta escola. Va comptar amb un pressupost de 70.000 pessetes.

## Dificultats de producció i exhibició
El guió de Margarita y el lobo va ser sotmès a constants crítiques per part del professorat, que va sol·licitar la seva reducció i modificació i va pressionar perquè es rebaixés el temps de rodatge previst i el pressupost per dur-lo terme. La realitzadora acabaria acceptant els terminis estipulats. La falta de suport general de l'escola en altres qüestions logístiques va generar bastantes dificultats que repercutirien en les fases de muntatge i de doblatge. Diverses seqüències previstes no van poder rodar-se per falta de temps i unes altres, com la de la manifestació estudiantil, es veurien condicionades per factors polítics.
Els membres del tribunal acadèmic, després de la seva presentació, van decidir censurar el film i van prohibir, per tant, la seva exhibició pública. Els negatius van estar a punt de desaparèixer, però van ser salvats de ser cremats in extremis per una persona d'identitat no desvetllada. La realitzadora recuperaria la propietat intel·lectual sobre la seva obra i una còpia de la mateixa dos anys després de la realització del film després de portar la causa als tribunals juntament amb altres companys d'estudis que havien patit situacions similars.
La Paramount europea va arribar a oferir a la cineasta alacantina treure la còpia d'Espanya i exhibir-la a París al costat d'un altre migmetratge d'Agnès Varda. Tanmateix, Bartolomé no va acceptar l'oferta, que hauria comportat el seu exili, i va decidir romandre a Espanya. Els infortunis que van limitar la circulació de la pel·lícula van provocar, d'altra banda, que la directora passés a formar part d'una espècie de llista negra del Ministeri de Cultura. Cecilia Bartolomé no dirigiria el seu primer llargmetratge fins a gairebé una dècada després. Amb l'arribada de la democràcia, i mort el dictador, la cinta va poder per fi veure la llum i va començar a projectar-se en diferents mostres temàtiques sobre la dona (en un parell d'ocasions, en les edicions de 2005 i de 2013, dins de la Mostra de Films de Dones, a més de en circuits de més àmplia difusió com, per exemple, dins del cicle “Incorrectes” del 52º Festival de Cinema de Sant Sebastià l'any 2004. En aquest últim acte, Cecilia Bartolomé va exposar: “M'aixeca la moral que tants anys després la pel·lícula es pugui considerar incorrecta dins d'un cicle, perquè això significa que dins de tot no va ser tan inútil fer-la, malgrat els disgustos que ens va poder costar”. Encara que tardanament, la trajectòria de Cecilia Bartolomé ha estat reconeguda també a través de diversos guardons institucionals com el Premi Dones de Cinema 2012, concedit pel 50º Festival Internacional de Cinema de Gijón, i, l'any 2014, va ser premiada amb la Medalla d'Or al Mèrit en les Belles Arts, atorgat pel Ministeri d'Educació, Cultura i Esport.

## Repartiment
- Julia Peña: Margarita
- José Antonio Amor: Lorenzo
- Ernesto Martín: Andrés
- Paloma Guzmán: Natalia
- Luis Porcar: Alejandro
- Lola Lemos: mare de Lorenzo
- Andrés del Río: pare de Lorenzo
- Miguel Buñuel: guareix instructor Tribunal Eclesiàstic
- Elena Escobar: prima Elenita
- Luis Fernando Amor: crític d'Art
- I la col·laboració de: Mario Pardo, José Palá, Luis Cerdán, José Luis Mercado, José Luis Asunción, Ramón del Barco, Maruja Rodríguez, Matilde Baeza, Margarita Matta, Rafael Enríquez, Carlos Villa, Fernando Sobrino i Alberto Villa.

## Personatges principals
Margarita: protagonista de Margarita y el lobo, veu del film i vehicle de les reflexions feministes de Cecilia Bartolomé. Margarita és una dona inquieta intel·lectualment, que participa en els moviments estudiantils de l'època, col·labora amb un grup musical les lletres del qual compon i canta, es matricula a la universitat i vol mantenir la seva autonomia enfront dels homes que tracten de limitar-la. D'origen humil, contraurà matrimoni amb un burgès del que se separarà després de prendre consciència del jou que tracta d'imposar-li.
Lorenzo: marit de Margarita, jove d'origen burgès, suposadament liberal, a qui li incomoden les formes poc ortodoxes d'ella i els seus interessos culturals. Aprofitant la seva acomodada procedència i els contactes paterns, es convertirà en un tecnòcrata que accedirà a la política a través dels sindicats franquistes.
Andrés: professor auxiliar universitari de mentalitat progressista en el camp polític. Margarita mantindrà amb ell un affaire durant el seu matrimoni amb Lorenzo. Tanmateix l'abandonarà en comprovar les seves arrels masclistes i la concepció materialista que té del cos de la dona.
Mare de Lorenzo: senyora burgesa de mitjana edat que combrega amb l'ideari catòlic i franquista i que se situa al capdavant d'un clan familiar on la dona ha d'assumir una sèrie de tasques específiques que la vinculen amb la intendència de la llar i el servei al marit. Per a ella la seva nora Margarita és una “vulgar” i en les seves intervencions mostra un tarannà marcadament retrògrad.
Elenita: cosina de Lorenzo que fa acte de presència al domicili familiar dels Del Valle el dia de la separació. Representa la continuïtat de certa mentalitat conservadora i puritana en sintonia, per tant, amb l'ideari de la mare de Lorenzo.
Serventes: assumeixen el seu rol com a treballadores domèstiques de l'habitatge dels Del Valle i han integrat la diferència de classes i l'ideari de la seva senyora. S'escandalitzen davant el comportament de Margarita.
Alejandro: amic de Lorenzo, també pertanyent a la classe alta i amb una mentalitat masclista. Junts compartiran entreteniments (la caça i les carreres) i, durant una competició automobilística entre tots dos, col·lidirà en un accident que provocarà la mort de la seva esposa.
Natalia: esposa d'Alejandro amb la qual Margarita es portarà molt bé. Compartiran confidències i aficions i funcionarà com a vàlvula de fugida del seu opressor matrimoni. Morirà en un accident de cotxe on el seu espòs competia amb Lorenzo per veure qui era el més ràpid.
Pierre: amic de Lorenzo, expert en Art, que desacreditarà el valor artístic dels quadres que Margarita pinta en el seu temps lliure.

## Cançons i nombres musicals
- Missió: Impossible: el film obre i tanca amb la popular melodia escrita i composta per Lalo Schifrin.
- ¿Quién teme al lobo feroz?: pot sentir-se una versió instrumental en diverses ocasions i puntualment cantada, com en els crèdits inicials.
- Caperucita, Caperucita, si te enamoras, cierra los oídos, ciérrate la boca, con esparadrapo (…): escoltem una melodia instrumental abans de la composició a la qual Margarita afegirà la lletra juntament amb els seus companys músics.
- Lo mejor que hay en ti es que eres una mujer. Lo mejor que hay en un hombre es que es un hombre(…): duet de Margarita i Lorenzo.
- All You Need Is Love: versió de la popular composició dels Beatles que arrenca amb un “No conoces parte de la vida, no has querido probarla jamás y en el abandono y entrega total al amor, hay alegría(…)”.
- Amarraditos: cançó popularment interpretada per María Dolores Pradera que dona lloc a un ball familiar a Margarita y el lobo on participen Margarita, Lorenzo i els pares. Arrenca així: “Íbanse amarraditos los dos, espumas y terciopelo(…)”.
- Credo del celtíbero: Margarita ho entona al costat d'Andrés i cap a la meitat, aproximadament, s'hi suma una desconeguda amb la qual Andrés traça un duet. És una temptativa, com es diu en el film, de renovació de la cançó protesta, les primeres línies de la qual diuen: “Credo, credo en la bondad humana, en el amor y en los comentarios de televisión, en la libertad de expresión y en el nuevo cine español. Credo, credo en la democracia orgánica y en la reforma agraria, en la vida eterna y en las revistas de izquierda. Credo, credo en la paz y en la ONU, en la igualdad de oportunidad, en el mundo libre occidental y en la santísima trinidad. Credo, credo en el plan de desarrollo y en la purísima virginidad, en la afrente de Gibraltar y en la reforma de la universidad (…)”.
- Vamos a hacer una carrera. Queremos ir al mar (…): número musical on participen Margarita i la seva amiga Natalia enfront dels seus esposos respectius. Evidencia l'oposició d'interessos i sensibilitats entre marits i dones.
- Querido Lorenzo, me invitaste al Carmelo y yo te seguí (…): tango final en el qual Margarita s'acomiada definitivament del seu marit i culmina la consecució de la seva autonomia en el nou pis al qual s'ha mudat. “Adiós, Lorenzo, al fin sola”, acabarà entonant.

## Curiositats
El títol provisional que primer es va pensar per a la pràctica era Ana y el lobo. El títol final es va decantar per substituir el nom d'Ana pel segon nom de la cineasta, Margarita.
A l'habitació d'Andrés, pot veure's un pòster de Nueve cartas a Berta de Basilio Martín Patino, un dels títols adscrits al denominat Nou Cinema Español.

## Monòlegs de Margarita
Primera part: “El que ens passa a les pobres dones és que no estem instruïdes. Trobem al tipus ja constituït i d'aparença forta com una roca. I a conseqüència d'una malaurada llei d'indeterminació tenim febleses que ens porten a contradiccions quan no a la perfecta imbecil·litat. A això s'anomena amor”.
Segona part: “No sé què fer de mi. Només estic dotada per a una cosa: la vida. Però és una activitat deficitària. No hi ha mercat per a ella. Ningú la vol. No sé què fer amb mi”.
Tercera part: “L'adulteri quan no es comet per principis o, en tot cas, per vocació, resulta molest. Sobretot tenint en compte la falta de productes de qualitat al mercat. Desgraciadament actuem en general portats per les circumstàncies”.
Quarta part: “Els marits, en general, estan molt contents que les seves dones siguin molt bones amigues. Se n'alegren amb les nostres encantadores xerrades i a força d'exercitar-nos en el nostre paper de cotorres aconseguim donar-los un perfecte recital d'estupidesa femenina. Es parla d'amors cèlebres, receptes de cuina, bellesa, horòscops… Es veu que som dones, repugnants, però tot està al seu lloc i ells en pau. I aquest és el millor camí pel lesbianisme”.
Cinquena part: “Finalment ens trobem una variant amb la integració dels joves tecnòcrates en els estrats més alts. Aquests joves ben alimentats, amb aspecte esportiu, utilitzen també a les joves esposes per exercir aquest ofici tan vell com el temps. Segueixen fabricant escombraries, però els molesta que els ho recordem”.